# منير عربش
مُنير عَرْبَش (بالفرنسية: Mounir Arbach)، هو باحث سوري الأصل بلجيكي الجنسية من مواليد عام 1959، مختص في لغات وتاريخ حضارة جنوب الجزيرة العربية. مدير بحوث في المركز الوطني للبحث العلمي (CNRS)، باحث في المركز الفرنسي لأبحاث الجزيرة العربية (CEFREPA) الكويت - مسقط.

## حياته العلمية
تحصل منير عربش على درجة الباكلوريوس في الأدب العربي من جامعة دمشق عام 1981، ثم الباكلوريوس في فقه اللغة وتاريخ الشرق من المعهد الشرقي في الجامعة الكاثوليكية في لوفان، بلجيكا عام 1987، ثم الدكتوراه في جامعة إيكس-مارسيليا في عام 1993 عن المعجم المذابي (اللغة المعينية). ثم الأستاذية من جامعة السوربون في 2018 بأطروحة عن تاريخ نشوء ممالك جنوب الجزيرة العربية. شارك منير عربش في البعثات الأثرية الفرنسية والإيطالية في اليمن (1993-2009) والمملكة العربية السعودية (2006-2019). وترأس البعثة الأثرية السعودية الفرنسية في منطقة الفاو (المملكة العربية السعودية)، ويترأس أيضا منذ 2021 البعثة الفرنسية-العمانية للنقوش الصخرية، عُمان.

## كتب وأبحاث
ينشر عربش أبحاثه بالفرنسية بشكل أساسي إلى جانب الإنجليزية والعربية، وبعض التحقيقات مثل كتاب "الفاصل بين الحق والباطل من مفاخر قحطان واليمن" (بمشاركة محمد عبد الرحيم جازم) ومذكرات الرحالة حاييم حبشوش وجان دي لا روكي وكارستن نيبور، وتشمل دراساته الأكاديمية أكثر من عشرة كتب ومئة ورقة بحثية حول تاريخ الجزيرة العربية القديم، تركز معظمها على تاريخ وحضارة الممالك العربية الجنوبية قبل الإسلام.

## بعثات أثرية
- 1993-2006: البعثة الفرنسية في حضرموت.
- 1993-2006: البعثة الإيطالية الفرنسية في تمنع.
- 1999-2006: البعثة الفرنسية في أراضي مملكة قتبان.
- 2004-2010: إدارة (بالتعاون مع ريمي أودوان) مشروع حماية الآثار والمواقع في منطقة الجوف — اليونسكو - وزارة الثقافة، الصندوق الاجتماعي للتنمية، اليمن.
- 2006-2017: البعثة الفرنسية في نجران، المملكة العربية السعودية.
- 2010-2015: البعثة الفرنسية في الخَرْج، المملكة العربية السعودية.
- 2015-2017: تنسيق مشروع مواقع الرسوم والنقوش الصخرية في مناطق حِمى، المملكة العربية السعودية.
- 2015-2020: إدارة (بالتعاون مع سالم طيران) البعثة الأثرية في منطقة الفاو، المملكة العربية السعودية.
- 2021-...: إدارة البعثة الفرنسية العمانية للنقوش الصخرية، عُمان.
- 2022-...: البعثة الأثرية التشيكية في نُفوُن (دُقْم)، عُمان.

## روابط خارجية
- https://www.archeorient.mom.fr/annuaire/arbach-mounir
- https://cnrs.academia.edu/MounirArbach